# Рельов
Рельов (словац. Reľov) — село в Словаччині, Кежмарському окрузі Пряшівського краю. Розташоване на півночі східної Словаччини в Спиській Маґурі в долині потока Рєка (словац. Rieka).
В селі є римо-католицький костел з 1778 року.

## Історія
Вперше село згадується у 1314 році.

## Населення
| Рік:            | 1993 | 2003    | 2013 | 2023    |
| --------------- | ---- | ------- | ---- | ------- |
| Кількість осіб: | 343  | 351     | 351  | 339     |
| Різниця:        |      | +2,33 % | +0 % | -3,41 % |

| Рік:            | 2022 | 2023    |
| --------------- | ---- | ------- |
| Кількість осіб: | 337  | 339     |
| Різниця:        |      | +0,59 % |

В селі проживає 348 осіб.
Національний склад населення (за даними останнього перепису населення — 2001 року):
- словаки — 99,69 %

Склад населення за приналежністю до релігії станом на 2001 рік:
- римо-католики — 98,76 %,
- не вважають себе віруючими або не належать до жодної вищезгаданої церкви — 0,93 %